# Primera División 'A' de México 1995-96
El Torneo 1995-1996 representó la segunda temporada de la Primera División 'A', se trató además de la última edición que se celebró bajo el formato de un solo campeonato por ciclo futbolístico. En la competición tomaron parte 16 equipos.
El torneó se destacó de nuevo por el dominio del Pachuca, cuyo plantel era superior al del resto de los equipos contendientes, hechos que se demostraron al finalizar la temporada regular en el primer puesto con 65 puntos producto de 19 victorias, ocho empates y únicamente tres derrotas. El cuadro hidalguense anotó 73 goles durante los 30 partidos que jugó lo que lo convirtió en líder de goleo. Sin embargo, en la primera ronda de liguilla perdió la supremacía al terminar en segundo lugar de su grupo siendo superado por Hermosillo, finalmente superaría en semifinales al Zacatepec para volver a enfrentar en la final al cuadro sonorense donde los Tuzos se impusieron por global de 4-2 para consumar su retorno al máximo circuito.
Por el otro lado, el sistema de descenso continuó con el método de la tabla de porcentajes, por lo que el Deportivo Tepic fue el equipo que finalmente cayó a la Segunda División tras haber acumulado 35 puntos entre los 58 partidos que disputó durante las temporadas 1994-95 y 1995-96.

## Sistema de competición
Los 16 equipos participantes se dividieron en 4 grupos de 4 equipos, juegan todos contra todos a dos rondas intercambiándose los equipos en la segunda vuelta; al finalizar la temporada regular de 30 jornadas califican a la liguilla los primeros lugares de cada grupo sin importar su ubicación en la tabla general, y los 4 mejores ubicados en la tabla general, donde si algún segundo de grupo se ubicara bajo los 8 primeros lugares accederá a la reclasificación contra un tercer lugar de grupo dentro de los primeros 8 lugares.
El sistema de puntaje durante la campaña regular califica los partidos bajo el siguiente esquema:
- Por juego ganado se concedieron tres puntos.
- Por juego empatado se concedió un punto.
- Por juego perdido no se concedió puntos.

### Fase final
- Calificarán los mejores ocho equipos jugando cuartos de final en el siguiente orden de enfrentamiento, que será un cruce entre los 4 mejores ubicados contra los restantes 4 menos ubicados. Se integró una fase grupal para clasificar a semifinales; 2 grupos de 4 equipos se integraron ubicando los equipos en este orden:

- 1° - 4° - 6° - 8°
- 2° - 3° - 5° - 7°

- Los equipos disputaron series de 3 juegos calificando a semifinales los dos equipos que más puntos lograran en su grupo, entrando como desempate criterios de diferencia de goles, partidos directos y posición general.

- Disputarán el título de Campeón del Torneo 1995-1996 los dos clubes vencedores de la fase semifinal.

- El campeón de la temporada ascendió automáticamente a Primera División.

## Equipos participantes

### Cambios
- Atlético Celaya ascendió a Primera División.
- Correcaminos de la UAT y TM Gallos Blancos descendieron desde el máximo circuito, sin embargo, el segundo equipo cambió de sede a Tampico en donde fue renombrado como Tampico Madero.
- Caimanes de Tabasco descendió a Segunda División.
- Cruz Azul Hidalgo ascendió desde esa misma categoría.
- Querétaro cambió de nombre y sede en la jornada 22 a la ciudad de Hermosillo en donde fue renombrado como Gallos Blancos de Hermosillo.
- El club Halcones de Aguascalientes fue adquirido por el Club Monterrey, los nuevos dueños movieron la franquicia a Saltillo donde crearon una nueva escuadra llamada Saltillo Soccer que funcionó como equipo secundario de los Rayados.

### Equipos por entidad federativa
| Entidad Federativa | N.º | Equipos                     |
| ------------------ | --- | --------------------------- |
| Guanajuato         | 2   | Irapuato y San Francisco    |
| Estado de Morelos  | 2   | Marte, Zacatepec            |
| Tamaulipas         | 2   | Correcaminos y Tampico      |
| Estado de Hidalgo  | 2   | Pachuca y Cruz Azul Hidalgo |
| Yucatán            | 1   | Venados                     |
| Coahuila           | 1   | Saltillo                    |
| Sonora             | 1   | Hermosillo                  |
| Baja California    | 1   | Inter de Tijuana            |
| Estado de Guerrero | 1   | Acapulco                    |
| Nayarit            | 1   | Coras de Tepic              |
| San Luis Potosí    | 1   | Real San Luis               |
| Michoacán          | 1   | La Piedad                   |

### Información sobre equipos participantes
| Equipo            | Ciudad                                    | Estadio                         |
| ----------------- | ----------------------------------------- | ------------------------------- |
| Acapulco          | Acapulco, Guerrero                        | Unidad Deportiva Acapulco       |
| Cruz Azul Hidalgo | Jasso, Hidalgo                            | 10 de diciembre                 |
| Hermosillo        | Hermosillo, Sonora y Querétaro, Querétaro | Corregidora y Héroe de Nacozari |
| Inter Tijuana     | Tijuana, Baja California                  | Cerro Colorado                  |
| Irapuato          | Irapuato, Guanajuato                      | Sergio León Chávez              |
| La Piedad         | La Piedad, Michoacán                      | Juan N. López                   |
| Marte             | Xochitepec, Morelos                       | Mariano Matamoros               |
| Pachuca           | Pachuca, Hidalgo                          | Hidalgo                         |
| Saltillo          | Saltillo, Coahuila                        | Olímpico Francisco I. Madero    |
| Real San Luis     | San Luis Potosí, S.L.P.                   | Plan de San Luis                |
| San Francisco     | San Francisco del Rincón, Guanajuato      | San Francisco                   |
| Tampico           | Tampico, Tamaulipas                       | Tamaulipas                      |
| Tepic             | Tepic, Nayarit                            | Nicolás Álvarez Ortega          |
| Correcaminos UAT  | Ciudad Victoria, Tamaulipas               | Marte R. Gómez                  |
| Venados           | Mérida, Yucatán                           | Carlos Iturralde Rivero         |
| Zacatepec         | Zacatepec, Morelos                        | Agustín Coruco Díaz             |

## Grupos

### Grupo 1
| Pos. | Equipo                 | Pts. | PJ | G  | E | P  | GF | GC | Dif. | Clasificación               |
| ---- | ---------------------- | ---- | -- | -- | - | -- | -- | -- | ---- | --------------------------- |
| 1    | Querétaro / Hermosillo | 47   | 30 | 13 | 8 | 9  | 52 | 41 | +11  | Cuadrangular de la liguilla |
| 2    | Cruz Azul Hidalgo      | 43   | 30 | 12 | 7 | 11 | 47 | 31 | +16  | Cuadrangular de la liguilla |
| 3    | Correcaminos UAT       | 40   | 30 | 12 | 4 | 14 | 48 | 47 | +1   |                             |
| 4    | Marte                  | 27   | 30 | 7  | 6 | 17 | 38 | 55 | −17  |                             |

 Fuente: RSSSF
Notas:
1. ↑  En la jornada 22, Querétaro fue transladado a la ciudad de Hermosillo para dar paso a los Gallos Blancos de Hermosillo.

### Grupo 2
| Pos. | Equipo          | Pts. | PJ | G  | E  | P  | GF | GC | Dif. | Clasificación               |
| ---- | --------------- | ---- | -- | -- | -- | -- | -- | -- | ---- | --------------------------- |
| 1    | La Piedad       | 54   | 30 | 15 | 9  | 6  | 50 | 26 | +24  | Cuadrangular de la liguilla |
| 2    | Tampico         | 43   | 30 | 11 | 10 | 9  | 37 | 38 | −1   | Cuadrangular de la liguilla |
| 3    | Irapuato        | 37   | 30 | 9  | 10 | 11 | 33 | 37 | −4   |                             |
| 4    | Saltillo Soccer | 31   | 30 | 8  | 7  | 15 | 33 | 57 | −24  |                             |

 Fuente: RSSSF

### Grupo 3
| Pos. | Equipo              | Pts. | PJ | G  | E  | P  | GF | GC | Dif. | Clasificación               |
| ---- | ------------------- | ---- | -- | -- | -- | -- | -- | -- | ---- | --------------------------- |
| 1    | Pachuca (C)         | 65   | 30 | 19 | 8  | 3  | 73 | 39 | +34  | Cuadrangular de la liguilla |
| 2    | TIjuana Stars       | 39   | 30 | 10 | 9  | 11 | 30 | 38 | −8   |                             |
| 3    | Acapulco            | 38   | 30 | 9  | 11 | 10 | 29 | 38 | −9   |                             |
| 4    | Deportivo Tepic (D) | 14   | 30 | 2  | 8  | 20 | 22 | 69 | −47  | Descenso de categoría       |

 Fuente: RSSSF

### Grupo 4
| Pos. | Equipo                 | Pts. | PJ | G  | E  | P  | GF | GC | Dif. | Clasificación               |
| ---- | ---------------------- | ---- | -- | -- | -- | -- | -- | -- | ---- | --------------------------- |
| 1    | Atlético San Francisco | 52   | 30 | 15 | 7  | 8  | 63 | 46 | +17  | Cuadrangular de la liguilla |
| 2    | Zacatepec              | 43   | 30 | 13 | 4  | 13 | 53 | 51 | +2   | Cuadrangular de la liguilla |
| 3    | Venados                | 43   | 30 | 12 | 7  | 11 | 45 | 46 | −1   | Cuadrangular de la liguilla |
| 4    | Real San Luis          | 41   | 30 | 10 | 11 | 9  | 39 | 33 | +6   |                             |

 Fuente: RSSSF

## Tabla general
| Pos. | Equipo                 | Pts. | PJ | G  | E  | P  | GF | GC | Dif. | Clasificación               |
| ---- | ---------------------- | ---- | -- | -- | -- | -- | -- | -- | ---- | --------------------------- |
| 1    | Pachuca (C)            | 65   | 30 | 19 | 8  | 3  | 73 | 39 | +34  | Cuadrangular de la liguilla |
| 2    | La Piedad              | 54   | 30 | 15 | 9  | 6  | 50 | 26 | +24  | Cuadrangular de la liguilla |
| 3    | Atlético San Francisco | 52   | 30 | 15 | 7  | 8  | 63 | 46 | +17  | Cuadrangular de la liguilla |
| 4    | Querétaro / Hermosillo | 47   | 30 | 13 | 8  | 9  | 52 | 41 | +11  | Cuadrangular de la liguilla |
| 5    | Cruz Azul Hidalgo      | 43   | 30 | 12 | 7  | 11 | 47 | 31 | +16  | Cuadrangular de la liguilla |
| 6    | Zacatepec              | 43   | 30 | 13 | 4  | 13 | 53 | 51 | +2   | Cuadrangular de la liguilla |
| 7    | Venados                | 43   | 30 | 12 | 7  | 11 | 45 | 46 | −1   | Cuadrangular de la liguilla |
| 8    | Tampico                | 43   | 30 | 11 | 10 | 9  | 37 | 38 | −1   | Cuadrangular de la liguilla |
| 9    | Real San Luis          | 41   | 30 | 10 | 11 | 9  | 39 | 33 | +6   |                             |
| 10   | Correcaminos UAT       | 40   | 30 | 12 | 4  | 14 | 48 | 47 | +1   |                             |
| 11   | Inter de Tijuana       | 39   | 30 | 10 | 9  | 11 | 30 | 38 | −8   |                             |
| 12   | Acapulco               | 38   | 30 | 9  | 11 | 10 | 29 | 38 | −9   |                             |
| 13   | Irapuato               | 37   | 30 | 9  | 10 | 11 | 33 | 37 | −4   |                             |
| 14   | Saltillo Soccer        | 31   | 30 | 8  | 7  | 15 | 33 | 57 | −24  |                             |
| 15   | Marte Morelos          | 27   | 30 | 7  | 6  | 17 | 38 | 55 | −17  |                             |
| 16   | Deportivo Tepic (D)    | 14   | 30 | 2  | 8  | 20 | 22 | 69 | −47  | Descenso de categoría       |

 Fuente: RSSSF
Notas:
1. ↑  En la jornada 22, Querétaro fue transladado a la ciudad de Hermosillo para dar paso a los Gallos Blancos de Hermosillo.

## Resultados
| Local \ Visitante      | ACA | ASF | CAH | HER | INT | IRA | LPD | MAR | PAC | SAL | SNL | TAM | TEP | UAT | YUC | ZAC |
| ---------------------- | --- | --- | --- | --- | --- | --- | --- | --- | --- | --- | --- | --- | --- | --- | --- | --- |
| Acapulco               | —   | 1–0 | 1–0 | 1–0 | 0–0 | 1–0 | 1–1 | 1–0 | 0–0 | 1–1 |     | 0–1 | 1–0 | 1–1 | 1–2 | 1–1 |
| Atlético San Francisco | 2–2 | —   | 3–2 | 2–1 | 2–0 | 1–1 | 2–2 | 3–0 | 3–4 | 7–1 | 3–0 | 2–3 | 2–1 | 2–1 | 4–1 | 5–2 |
| Cruz Azul Hidalgo      | 2–0 | 2–1 | —   | 3–2 | 4–0 | 3–0 | 1–3 | 1–1 | 1–1 | 4–0 | 1–1 | 1–1 | 3–0 | 4–2 | 1–0 | 2–0 |
| Hermosillo             | 1–0 | 3–3 | 0–2 | —   | 1–0 | 2–0 | 0–0 | 2–1 | 3–1 | 2–3 | 1–1 | 0–0 | 4–0 | 3–0 | 1–1 | 5–4 |
| Inter de Tijuana       | 3–2 | 1–3 | 1–0 | 1–2 | —   | 1–1 | 0–2 | 2–1 | 0–0 | 2–1 | 1–1 | 0–0 | 3–2 | 3–2 | 2–0 | 2–2 |
| Irapuato               | 1–1 | 1–1 | 2–0 | 1–2 | 0–0 | —   | 1–1 | 0–1 | 0–2 | 3–1 | 1–0 | 0–0 | 3–0 | 1–1 | 0–1 | 1–1 |
| La Piedad              | 1–0 | 6–0 | 1–0 | 0–1 | 2–0 | 0–2 | —   | 3–0 | 2–2 | 2–1 | 1–0 | 2–2 | 3–0 | 2–1 | 7–1 | 1–2 |
| Marte                  | 6–1 | 1–2 | 0–0 | 2–1 | 1–0 | 3–4 | 0–1 | —   | 2–3 | 3–0 | 0–5 | 2–2 | 5–3 | 1–1 | 2–2 | 1–2 |
| Pachuca                | 7–2 | 2–1 | 3–2 | 1–0 | 2–0 | 3–1 | 0–0 | 3–1 | —   | 3–2 | 4–1 | 2–0 | 1–1 | 3–2 | 7–2 | 4–0 |
| Saltillo               | 2–1 | 0–0 | 1–0 | 1–1 | 2–2 | 0–3 | 0–2 | 1–0 | 3–3 | —   | 1–0 | 1–3 | 0–0 | 3–1 | 2–1 | 5–2 |
| Real San Luis          | 1–1 | 1–1 | 1–1 | 2–2 | 3–0 | 1–1 | 2–0 | 1–1 | 3–1 | 1–0 | —   | 2–2 | 5–2 | 2–0 | 0–1 | 2–1 |
| Tampico                | 1–0 | 2–3 | 1–1 | 3–2 | 0–1 | 1–2 | 1–1 | 2–1 | 1–0 | 1–0 | 0–1 | —   | 3–0 | 1–2 | 1–1 | 0–4 |
| Tepic                  | 2–3 | 2–1 | 0–4 | 1–2 | 0–3 | 0–1 | 0–0 | 2–1 | 2–2 | 0–0 | 0–0 | 1–2 | —   | 1–2 | 2–2 | 0–3 |
| Correcaminos UAT       | 1–1 | 1–2 | 2–1 | 1–4 | 1–0 | 4–1 | 3–1 | 2–0 | 2–3 | 1–0 | 1–2 | 2–0 | 5–0 | —   | 2–0 | 1–0 |
| Venados                | 1–1 | 0–1 | 2–1 | 4–2 | 0–0 | 2–0 | 2–3 | 5–0 | 0–2 | 3–0 | 2–0 | 3–1 | 0–0 | 2–1 | —   | 4–1 |
| Zacatepec              | 0–1 | 2–1 | 1–0 | 2–2 | 1–2 | 3–1 | 1–0 | 0–1 | 2–4 | 5–1 | 1–0 | 1–2 | 5–0 | 3–2 | 1–0 | —   |

## Tabla (Porcentual)
Si bien a partir de esta temporada se empezaron a contabilizar por 3 puntos las victorias, para la tabla porcentual los puntos por victoria siguen siendo contabilizados por 2 puntos.
| Pos. | Equipo                 | 1994-95 | 1995-96 | Puntos | PJ | Dif. | Cociente |                       |
| ---- | ---------------------- | ------- | ------- | ------ | -- | ---- | -------- | --------------------- |
| 1.   | Pachuca                | 37      | 46      | 83     | 58 | +67  | 1.4310   |                       |
| 2.   | Atlético San Francisco | 33      | 37      | 70     | 58 | +26  | 1.2069   |                       |
| 3.   | La Piedad              | 28      | 39      | 67     | 58 | +26  | 1.1667   |                       |
| 4.   | Real San Luis          | 33      | 31      | 64     | 58 | +7   | 1.1034   |                       |
| 5.   | Querétaro / Hermosillo | 29      | 34      | 63     | 58 | +15  | 1.0862   |                       |
| 6.   | Tampico                | 1ᵃ      | 32      | 32     | 30 | −1   | 1.0667   |                       |
| 7.   | Cruz Azul Hidalgo      | 2ᵃ      | 31      | 31     | 30 | +16  | 1.0333   |                       |
| 8.   | Inter de Tijuana       | 30      | 29      | 59     | 58 | −1   | 1.0172   |                       |
| 9.   | Irapuato               | 30      | 28      | 58     | 58 | −2   | 1.0000   |                       |
| 10.  | Zacatepec              | 26      | 30      | 56     | 58 | +5   | 0.9655   |                       |
| 11.  | Venados                | 25      | 31      | 56     | 58 | −7   | 0.9655   |                       |
| 12.  | Acapulco               | 27      | 29      | 56     | 58 | −20  | 0.9655   |                       |
| 13.  | Correcaminos UAT       | 1ᵃ      | 28      | 28     | 30 | +1   | 0.9333   |                       |
| 14.  | Marte Morelos          | 29      | 20      | 49     | 58 | −9   | 0.8448   |                       |
| 15.  | Saltillo Soccer        | -       | 23      | 23     | 30 | −24  | 0.9386   |                       |
| 16.  | Deportivo Tepic        | 23      | 12      | 35     | 58 | −59  | 0.6034   | Descenso de categoría |

## Liguilla

### Grupo A
| Pos. | Equipo            | Pts. | PJ | G | E | P | GF | GC | Dif. | Clasificación              |
| ---- | ----------------- | ---- | -- | - | - | - | -- | -- | ---- | -------------------------- |
| 1    | Hermosillo        | 13   | 6  | 4 | 1 | 1 | 11 | 7  | +4   | Semifinales de la liguilla |
| 2    | Pachuca           | 11   | 6  | 3 | 2 | 1 | 15 | 7  | +8   | Semifinales de la liguilla |
| 3    | Cruz Azul Hidalgo | 5    | 6  | 1 | 2 | 3 | 8  | 9  | −1   |                            |
| 4    | Tampico           | 4    | 6  | 1 | 1 | 4 | 4  | 15 | −11  |                            |

 Fuente: RSSSF
| Local \ Visitante      | ASF | LPD | YUC | ZAC |
| ---------------------- | --- | --- | --- | --- |
| Atlético San Francisco | —   | 2–0 | 1–0 | 3–2 |
| La Piedad              | 0–0 | —   | 2–1 | 3–0 |
| Venados                | 2–0 | 0–1 | —   | 2–3 |
| Zacatepec              | 7–2 | 2–0 | 1–1 | —   |

### Grupo B
| Pos. | Equipo                 | Pts. | PJ | G | E | P | GF | GC | Dif. | Clasificación              |
| ---- | ---------------------- | ---- | -- | - | - | - | -- | -- | ---- | -------------------------- |
| 1    | Zacatepec              | 10   | 6  | 3 | 1 | 2 | 15 | 11 | +4   | Semifinales de la liguilla |
| 2    | La Piedad              | 10   | 6  | 3 | 1 | 2 | 6  | 5  | +1   | Semifinales de la liguilla |
| 3    | Atlético San Francisco | 10   | 6  | 3 | 1 | 2 | 8  | 11 | −3   |                            |
| 4    | Venados                | 4    | 6  | 1 | 1 | 4 | 6  | 8  | −2   |                            |

 Fuente: RSSSF
| Local \ Visitante | CAH | HER | PAC | TAM |
| ----------------- | --- | --- | --- | --- |
| Cruz Azul Hidalgo | —   | 1–2 | 2–2 | 3–0 |
| Hermosillo        | 1–0 | —   | 2–2 | 2–0 |
| Pachuca           | 2–0 | 3–2 | —   | 6–0 |
| Tampico           | 2–2 | 1–2 | 1–0 | —   |

### Semifinal
|  | Semifinales                                         | Semifinales                                         | Semifinales                                         | Semifinales                                         | Semifinales                                         |   |   | Final                                                | Final                                                | Final                                                | Final                                                | Final                                                |  |
|  | 5 de mayo de 1996 (ida) 12 de mayo de 1996 (vuelta) | 5 de mayo de 1996 (ida) 12 de mayo de 1996 (vuelta) | 5 de mayo de 1996 (ida) 12 de mayo de 1996 (vuelta) | 5 de mayo de 1996 (ida) 12 de mayo de 1996 (vuelta) | 5 de mayo de 1996 (ida) 12 de mayo de 1996 (vuelta) |   |   | 18 de mayo de 1996 (ida) 26 de mayo de 1996 (vuelta) | 18 de mayo de 1996 (ida) 26 de mayo de 1996 (vuelta) | 18 de mayo de 1996 (ida) 26 de mayo de 1996 (vuelta) | 18 de mayo de 1996 (ida) 26 de mayo de 1996 (vuelta) | 18 de mayo de 1996 (ida) 26 de mayo de 1996 (vuelta) |  |
|  |                                                     |                                                     |                                                     |                                                     |                                                     |   |   |                                                      |                                                      |                                                      |                                                      |                                                      |  |
|  |                                                     |                                                     |                                                     |                                                     |                                                     |   |   |                                                      |                                                      |                                                      |                                                      |                                                      |  |
|  | 1                                                   | Pachuca                                             | 2                                                   | 4                                                   | 6                                                   |   |   |                                                      |                                                      |                                                      |                                                      |                                                      |  |
|  | 1                                                   | Pachuca                                             | 2                                                   | 4                                                   | 6                                                   |   |   |                                                      |                                                      |                                                      |                                                      |                                                      |  |
|  | 6                                                   | Zacatepec                                           | 2                                                   | 1                                                   | 3                                                   |   |   |                                                      |                                                      |                                                      |                                                      |                                                      |  |
|  | 6                                                   | Zacatepec                                           | 2                                                   | 1                                                   | 3                                                   |   | 1 | Pachuca                                              | 2                                                    | 2                                                    | 4                                                    |                                                      |  |
|  |                                                     |                                                     |                                                     |                                                     |                                                     |   | 1 | Pachuca                                              | 2                                                    | 2                                                    | 4                                                    |                                                      |  |
|  |                                                     |                                                     | 4                                                   | Hermosillo                                          | 1                                                   | 1 | 2 |                                                      |                                                      |                                                      |                                                      |                                                      |  |
|  | 2                                                   | La Piedad                                           | 4                                                   | Hermosillo                                          | 1                                                   | 1 | 2 | 1                                                    | 0                                                    | 1                                                    |                                                      |                                                      |  |
|  | 2                                                   | La Piedad                                           |                                                     |                                                     |                                                     |   |   | 1                                                    | 0                                                    | 1                                                    |                                                      |                                                      |  |
|  | 4                                                   | Hermosillo                                          | 2                                                   | 0                                                   | 2                                                   |   |   |                                                      |                                                      |                                                      |                                                      |                                                      |  |
|  | 4                                                   | Hermosillo                                          | 2                                                   | 0                                                   | 2                                                   |   |   |                                                      |                                                      |                                                      |                                                      |                                                      |  |
|  |                                                     |                                                     |                                                     |                                                     |                                                     |   |   |                                                      |                                                      |                                                      |                                                      |                                                      |  |

| 5 de mayo de 1996, 16:00 | Zacatepec | 2 - 2 | Pachuca | Estadio Agustín Coruco Díaz, Zacatepec |  |

| 12 de mayo de 1996, 12:00             | Pachuca | 4 - 1 | Zacatepec | Estadio Hidalgo, Pachuca |  |
| Pachuca avanzó a la final. Global 6-3 |         |       |           |                          |  |

| 5 de mayo de 1996, 20:30 | GB Hermosillo | 2 - 1 | La Piedad | Estadio Héroe de Nacozari, Hermosillo |  |

| 12 de mayo de 1996, 16:00                | La Piedad | 0 - 0 | GB Hermosillo | Estadio Juan Nepomuceno López, La Piedad |  |
| Hermosillo avanzó a la Final. Global 2-1 |           |       |               |                                          |  |

### Final
| 18 de mayo de 1996, 20:30 | GB Hermosillo | 1 - 2   | Pachuca | Estadio Héroe de Nacozari, Hermosillo |                                 |
|                           |               | Reporte |         | Asistencia: 22,000 espectadores       | Asistencia: 22,000 espectadores |

| 26 de mayo de 1996, 12:00                                                            | Pachuca | 2 - 1   | GB Hermosillo | Estadio Hidalgo, Pachuca        |                                 |
|                                                                                      |         | Reporte |               | Asistencia: 24,000 espectadores | Asistencia: 24,000 espectadores |
| Pachuca campeón de la Temporada 1995-96. Global 4-2 y Asciende a la Primera División |         |         |               |                                 |                                 |

| Campeón de ascenso 1995-1996 |
| ---------------------------- |
| Pachuca (1° título)          |

| Predecesor: 1994-1995 | Temporadas de la Primera División 'A' de México 1995-1996 | Sucesor: Invierno 1996 |